# Хок Спрингс (Вајоминг)
Хок Спрингс (енгл. Hawk Springs) насељено је место без административног статуса у америчкој савезној држави Вајоминг.

## Демографија
По попису из 2010. године број становника је 45, што је 24 (-34,8%) становника мање него 2000. године.
| Група             | 2000.      | 2010.      |
| Белци             | 57 (82,6%) | 44 (97,8%) |
| Афроамериканци    | 0 (0,0%)   | 0 (0,0%)   |
| Азијати           | 0 (0,0%)   | 0 (0,0%)   |
| Хиспаноамериканци | 12 (17,4%) | 1 (2,2%)   |
| Укупно            | 69         | 45         |